# Loturile pentru Campionatul Mondial de Fotbal 1934
Mai jos sunt loturile pentru Campionatul Mondial de Fotbal 1934 turneu organizat în Italia.

## Italia
Antrenorul principal: Vittorio Pozzo
| Nr. | Poz. | Jucător             | Data nașterii (vârsta) | Selecții | Club         |
| --- | ---- | ------------------- | ---------------------- | -------- | ------------ |
| -   | F    | Luigi Allemandi     | 18 noiembrie 1903      | 9        | Inter Milano |
| -   | A    | Pietro Arcari       | 2 decembrie 1909       | 0        | Milan        |
| -   | M    | Luigi Bertolini     | 13 septembrie 1904     | 19       | Juventus     |
| -   | A    | Felice Borel        | 5 aprilie 1914         | 2        | Juventus     |
| -   | F    | Umberto Caligaris   | 26 iulie 1901          | 59       | Juventus     |
| -   | M    | Armando Castellazzi | 7 octombrie 1904       | 2        | Inter Milano |
| -   | P    | Giuseppe Cavanna    | 18 septembrie 1905     | 0        | Napoli       |
| -   | P    | Gianpiero Combi     | 20 noiembrie 1902      | 42       | Juventus     |
| -   | A    | Attilio Demaria     | 19 martie 1909         | 1        | Inter Milano |
| -   | A    | Giovanni Ferrari    | 6 decembrie 1907       | 19       | Juventus     |
| -   | M    | Attilio Ferraris    | 26 martie 1904         | 22       | Roma         |
| -   | A    | Enrique Guaita      | 11 iulie 1910          | 2        | Roma         |
| -   | A    | Anfilogino Guarisi  | 26 decembrie 1905      | 5        | Lazio        |
| -   | P    | Guido Masetti       | 22 noiembrie 1907      | 0        | Roma         |
| -   | M    | Giuseppe Meazza     | 23 august 1910         | 22       | Inter Milano |
| -   | M    | Luis Monti          | 15 mai 1901            | 10       | Juventus     |
| -   | F    | Eraldo Monzeglio    | 5 iunie 1906           | 12       | Bologna      |
| -   | A    | Raimundo Orsi       | 2 decembrie 1901       | 27       | Juventus     |
| -   | M    | Mario Pizziolo      | 7 decembrie 1909       | 8        | Fiorentina   |
| -   | F    | Virginio Rosetta    | 25 februarie 1902      | 51       | Juventus     |
| -   | A    | Angelo Schiavio     | 15 mai 1905            | 17       | Bologna      |
| -   | M    | Mario Varglien      | 26 decembrie 1905      | 0        | Juventus     |

## Cehoslovacia
Antrenorul principal: Karel Petrů
| Nr. | Poz. | Jucător            | Data nașterii (vârsta) | Selecții | Club              |
| --- | ---- | ------------------ | ---------------------- | -------- | ----------------- |
| -   | M    | Jaroslav Bouček    | 13 noiembrie 1912      | 1        | Sparta Praga      |
| -   | F    | Jaroslav Burgr     | 7 martie 1906          | 31       | Sparta Praga      |
| -   | M    | Štefan Čambal      | 17 decembrie 1908      | 14       | Slavia Praga      |
| -   | F    | Josef Čtyřoký      | 30 septembrie 1906     | 18       | Sparta Praga      |
| -   | F    | Ferdinand Daučík   | 31 mai 1910            | 1        | Slovan Bratislava |
| -   | A    | František Junek    | 17 ianuarie 1907       | 26       | Slavia Praga      |
| -   | A    | Géza Kalocsay      | 30 mai 1913            | 1        | Sparta Praga      |
| -   | M    | Vlastimil Kopecký  | 14 octombrie 1912      | 4        | Slavia Praga      |
| -   | M    | Josef Košťálek     | 31 august 1909         | 11       | Sparta Praga      |
| -   | M    | Rudolf Krčil       | 5 martie 1906          | 12       | Slavia Praga      |
| -   | A    | Oldřich Nejedlý    | 25 decembrie 1909      | 14       | Sparta Praga      |
| -   | P    | Čestmír Patzel     | 2 decembrie 1914       | 0        | Teplitzer FK      |
| -   | P    | František Plánička | 2 iunie 1904           | 48       | Slavia Praga      |
| -   | A    | Antonín Puč        | 16 mai 1907            | 42       | Slavia Praga      |
| -   | A    | Josef Silný        | 23 ianuarie 1902       | 49       | Nimes             |
| -   | M    | Adolf Šimperský    | 5 august 1909          | 10       | Slavia Praga      |
| -   | A    | Jiří Sobotka       | 6 iunie 1911           | 3        | Slavia Praga      |
| -   | M    | Erich Srbek        | 4 iunie 1908           | 6        | Sparta Praga      |
| *   | M    | František Šterc    | 27 ianuarie 1912       | 0        | Brno              |
| -   | A    | František Svoboda  | 5 iulie 1905           | 39       | Slavia Praga      |
| -   | M    | Antonín Vodička    | 1 martie 1907          | 14       | Slavia Praga      |
| -   | F    | Ladislav Ženíšek   | 7 martie 1904          | 15       | Slavia Praga      |

## Germania
Antrenorul principal: Otto Nerz
| Nr. | Poz. | Jucător              | Data nașterii (vârsta) | Selecții | Club                   |
| --- | ---- | -------------------- | ---------------------- | -------- | ---------------------- |
| *   | M    | Ernst Albrecht       | 12 noiembrie 1907      | 17       | Düsseldorf             |
| -   | A    | Jakob Bender         | 23 martie 1910         | 3        | Düsseldorf             |
| *   | P    | Fritz Buchloh        | 26 noiembrie 1909      | 5        | VfB Speldorf           |
| -   | F    | Willy Busch          | 4 ianuarie 1907        | 2        | TuS Duisburg           |
| -   | A    | Edmund Conen         | 10 noiembrie 1914      | 1        | Saarbrücken            |
| *   | A    | Franz Dienert        | 1 ianuarie 1900        | 0        | Karlsruher             |
| -   | M    | Rudolf Gramlich      | 6 iunie 1908           | 7        | Eintracht Frankfurt    |
| -   | F    | Sigmund Haringer     | 9 decembrie 1908       | 8        | Bayern                 |
| -   | A    | Matthias Heidemann   | 7 februarie 1912       | 1        | SC Bonn                |
| -   | A    | Karl Hohmann         | 18 iunie 1908          | 8        | VfL Benrath            |
| -   | P    | Hans Jakob           | 16 iunie 1908          | 8        | Regensburg             |
| -   | M    | Paul Janes           | 10 martie 1912         | 5        | Düsseldorf             |
| -   | A    | Stanislaus Kobierski | 15 noiembrie 1910      | 12       | Düsseldorf             |
| -   | P    | Willibald Kreß       | 13 noiembrie 1906      | 13       | Dresdner SC            |
| -   | A    | Ernst Lehner         | 7 noiembrie 1912       | 3        | TSV Schwaben Augsburg  |
| -   | M    | Reinhold Münzenberg  | 25 ianuarie 1909       | 4        | Alemannia              |
| -   | A    | Rudolf Noack         | 20 martie 1913         | 1        | Hamburg                |
| -   | F    | Hans Schwartz        | 1 martie 1913          | 0        | SpVgg Viktoria Hamburg |
| -   | A    | Otto Siffling        | 3 august 1912          | 0        | Waldhof Mannheim       |
| *   | A    | Josef Streb          | 16 aprilie 1912        | 0        | Wacker München         |
| -   | M    | Fritz Szepan         | 2 septembrie 1907      | 4        | Schalke 04             |
| -   | M    | Paul Zielinski       | 20 noiembrie 1911      | 0        | SV Union Hamborn       |

## Austria
Antrenorul principal: Hugo Meisl
| Nr. | Poz. | Jucător           | Data nașterii (vârsta) | Selecții | Club          |
| --- | ---- | ----------------- | ---------------------- | -------- | ------------- |
| -   | A    | Josef Bican       | 25 septembrie 1913     | 6        | Rapid Viena   |
| -   | A    | Georg Braun       | 22 februarie 1907      | 6        | Wiener SC     |
| -   | F    | Franz Cisar       | 28 noiembrie 1908      | 5        | Wiener SC     |
| -   | P    | Friederich Franzl | 6 martie 1905          | 13       | Wiener SC     |
| -   | A    | Josef Hassmann    | 21 mai 1910            | 0        | First Vienna  |
| -   | M    | Leopold Hofmann   | 31 octombrie 1905      | 19       | First Vienna  |
| -   | A    | Johann Horvath    | 20 mai 1903            | 41       | First Vienna  |
| -   | F    | Anton Janda       | 1 mai 1904             | 9        | Admira Wacker |
| -   | A    | Matthias Kaburek  | 9 februarie 1911       | 2        | Rapid Viena   |
| -   | P    | Peter Platzer     | 29 mai 1910            | 10       | Admira Wacker |
| -   | P    | Rudolf Raftl      | 7 februarie 1911       | 1        | Rapid Viena   |
| -   | A    | Anton Schall      | 22 iunie 1907          | 26       | Admira Wacker |
| -   | F    | Willibald Schmaus | 16 iunie 1911          | 0        | First Vienna  |
| -   | F    | Karl Sesta        | 18 martie 1906         | 16       | Wiener SC     |
| -   | A    | Matthias Sindelar | 10 februarie 1903      | 29       | Austria Viena |
| -   | M    | Josef Smistik     | 28 noiembrie 1905      | 28       | Rapid Viena   |
| -   | A    | Josef Stroh       | 5 martie 1913          | 0        | Austria Viena |
| -   | M    | Johann Urbanek    | 10 octombrie 1910      | 0        | Admira Wacker |
| -   | A    | Rudolf Viertl     | 12 noiembrie 1902      | 9        | Austria Viena |
| -   | M    | Franz Wagner      | 23 septembrie 1911     | 7        | Rapid Viena   |
| -   | A    | Hans Walzhofer    | 23 martie 1906         | 4        | Admira Wacker |
| -   | A    | Karl Zischek      | 28 august 1910         | 20       | Admira Wacker |

## Spania
Antrenorul principal: Amadeo García
| Nr. | Poz. | Jucător             | Data nașterii (vârsta) | Selecții | Club            |
| --- | ---- | ------------------- | ---------------------- | -------- | --------------- |
| -   | A    | Crisant Bosch       | 26 decembrie 1907      | 7        | Espanyol        |
| -   | A    | Campanal            | 9 februarie 1912       | 0        | Sevilla         |
| -   | A    | Chacho              | 14 aprilie 1911        | 2        | La Coruña       |
| -   | M    | Leonardo Cilaurren  | 5 noiembrie 1912       | 8        | Athletic Bilbao |
| -   | F    | Ciriaco             | 8 august 1904          | 11       | Real Madrid     |
| -   | A    | Fede                | 14 octombrie 1912      | 2        | Sevilla         |
| -   | A    | Guillermo Gorostiza | 15 februarie 1909      | 9        | Athletic Bilbao |
| -   | F    | Hilario             | 8 decembrie 1905       | 1        | Real Madrid     |
| -   | A    | José Iraragorri     | 16 martie 1912         | 1        | Athletic Bilbao |
| -   | A    | Lafuente            | 31 decembrie 1907      | 5        | Athletic Bilbao |
| -   | A    | Isidro Lángara      | 25 mai 1912            | 3        | Real Oviedo     |
| -   | A    | Simón Lecue         | 11 februarie 1912      | 0        | Betis           |
| -   | M    | Martín Marculeta    | 24 septembrie 1907     | 13       | Real Sociedad   |
| -   | M    | José Muguerza       | 15 septembrie 1911     | 1        | Athletic Bilbao |
| -   | P    | Juan José Nogués    | 28 martie 1909         | 0        | Barcelona       |
| -   | F    | Jacinto Quincoces   | 17 iulie 1905          | 19       | Real Madrid     |
| -   | A    | Luis Regueiro       | 1 iulie 1908           | 16       | Real Madrid     |
| -   | A    | Pedro Solé          | 7 mai 1905             | 3        | Espanyol        |
| -   | A    | Martí Ventolrà      | 16 decembrie 1906      | 5        | Barcelona       |
| -   | F    | Ramón Zabalo        | 10 iunie 1910          | 5        | Barcelona       |
| -   | P    | Ricardo Zamora      | 21 ianuarie 1901       | 42       | Real Madrid     |

## Ungaria
Antrenorul principal: Ödön Nádas
| Nr. | Poz. | Jucător          | Data nașterii (vârsta) | Selecții | Club             |
| --- | ---- | ---------------- | ---------------------- | -------- | ---------------- |
| -   | A    | István Avar      | 30 mai 1905            | 17       | Újpest           |
| -   | F    | Sándor Bíró      | 19 august 1911         | 13       | MTK Budapesta    |
| -   | M    | János Dudás      |                        | 0        | MTK Budapesta    |
| -   | F    | Gyula Futó       | 29 decembrie 1908      | 0        | Újpest           |
| -   | P    | József Háda      | 2 martie 1911          | 11       | Ferencváros      |
| -   | A    | Tibor Kemény     | 5 martie 1913          | 5        | Ferencváros      |
| -   | M    | Gyula Lázár      | 24 ianuarie 1911       | 19       | Ferencváros      |
| -   | A    | Imre Markos      | 9 iunie 1908           | 13       | Vasas            |
| -   | M    | István Palotás   | 5 martie 1908          | 4        | Vasas            |
| -   | M    | Gyula Polgár     | 8 februarie 1912       | 5        | Ferencváros      |
| -   | A    | György Sárosi    | 15 septembrie 1912     | 22       | Ferencváros      |
| -   | M    | Rezső Somlai     | 1911                   | 0        | Honvéd Budapesta |
| -   | F    | László Sternberg | 28 mai 1905            | 7        | Újpest           |
| -   | P    | Antal Szabó      | 4 septembrie 1910      | 10       | MTK Budapesta    |
| -   | A    | Gábor P. Szabó   | 14 octombrie 1902      | 10       | Újpest           |
| -   | M    | Antal Szalay     | 12 martie 1912         | 8        | Újpest           |
| -   | M    | György Szűcs     | 23 aprilie 1912        | 3        | Újpest           |
| -   | A    | István Tamássy   |                        | 1        | Újpest           |
| -   | A    | Pál Teleki       | 5 martie 1906          | 6        | Vasas            |
| -   | A    | Géza Toldi       | 11 februarie 1909      | 21       | Ferencváros      |
| -   | F    | József Vágó      |                        | 1        | Vasas            |
| -   | A    | Jenő Vincze      | 20 noiembrie 1908      | 5        | Vasas            |

- Last minute removals from roster. See discussion.

## Elveția
Antrenorul principal: Heini Müller
| Nr. | Poz. | Jucător            | Data nașterii (vârsta) | Selecții | Club                |
| --- | ---- | ------------------ | ---------------------- | -------- | ------------------- |
| -   | A    | André Abegglen     | 7 martie 1909          | 30       | Grasshopper         |
| -   | P    | Renato Bizzozero   | 1912                   |          | Lugano              |
| -   | A    | Joseph Bossi       | 29 august 1911         | 3        | FC Bern             |
| -   | A    | Albert Büche       | 1911                   |          | FC Nordstern Basel  |
| -   | A    | Otto Bühler        |                        |          | Grasshopper         |
| -   | M    | Ernst Frick        |                        |          | Luzern              |
| -   | F    | Louis Gobet        | 28 octombrie 1908      |          | FC Bern             |
| -   | M    | Albert Guinchard   | 10 noiembrie 1914      | 2        | Servette            |
| -   | A    | Erwin Hochsträsser |                        |          | Lausanne-Sport      |
| -   | P    | Willy Huber        | 17 decembrie 1913      |          | Grasshopper         |
| -   | M    | Ernst Hufschmid    | 4 februarie 1913       | 6        | Basel               |
| -   | M    | Fernand Jaccard    | 8 octombrie 1907       | 0        | FC La Tour-de-Peilz |
| -   | A    | Alfred Jaeck       | 2 august 1911          | 17       | Basel               |
| -   | A    | Willy Jäggi        | 28 iulie 1906          | 15       | Lausanne-Sport      |
| -   | A    | Leopold Kielholz   | 9 iunie 1911           | 4        | Servette            |
| -   | M    | Edmond Loichot     |                        |          | Servette            |
| -   | F    | Severino Minelli   | 6 septembrie 1909      | 27       | Grasshopper         |
| -   | F    | Arnaldo Ortelli    |                        |          | Lugano              |
| -   | A    | Raymond Passello   | 12 ianuarie 1905       | 17       | Servette            |
| -   | P    | Frank Séchehaye    | 3 noiembrie 1907       | 31       | Servette            |
| -   | A    | Willy von Känel    | 30 octombrie 1909      | 16       | FC Bienne-Biel      |
| -   | F    | Max Weiler         | 25 septembrie 1900     | 34       | Grasshopper         |
| -   | F    | Walter Weiler      | 4 decembrie 1903       | 6        | Grasshopper         |

## Suedia
Antrenorul principal:  József Nagy
| Nr. | Poz. | Jucător            | Data nașterii (vârsta) | Selecții | Club            |
| --- | ---- | ------------------ | ---------------------- | -------- | --------------- |
| -   | M    | Ernst Andersson    | 26 martie 1909         | 11       | Göteborg        |
| -   | F    | Otto Andersson     | 7 mai 1910             | 9        | Örgryte         |
| -   | F    | Sven Andersson     | 14 februarie 1907      | 15       | AIK Solna       |
| -   | F    | Nils Axelsson      | 18 ianuarie 1906       | 7        | Helsingborgs    |
| -   | M    | Rune Carlsson      | 1 octombrie 1909       | 5        | Eskilstuna      |
| -   | M    | Victor Carlund     | 5 februarie 1906       | 6        | Örgryte         |
| -   | A    | Gösta Dunker       | 16 septembrie 1905     | 13       | Sandvikens IF   |
| -   | A    | Ragnar Gustavsson  | 28 septembrie 1907     | 6        | GAIS            |
| -   | A    | Carl-Erik Holmberg |                        | 14       | Örgryte         |
| -   | A    | Gunnar Jansson     |                        | 1        | Gefle           |
| -   | A    | Georg Johansson    |                        | 1        | Brage           |
| -   | A    | Sven Jonasson      | 9 iulie 1909           | 2        | Elfsborg        |
| -   | A    | Tore Keller        | 4 ianuarie 1905        | 18       | IK Sleipner     |
| -   | A    | Knut Kroon         | 19 iunie 1906          | 31       | Helsingborgs    |
| -   | M    | Helge Liljebjörn   | 1904                   | 12       | GAIS            |
| -   | A    | Harry Lundahl      | 16 octombrie 1905      | 14       | Eskilstuna      |
| -   | A    | Gunnar Olsson      |                        | 6        | GAIS            |
| -   | M    | Nils Rosén         | 22 mai 1902            | 20       | Helsingborgs    |
| -   | P    | Anders Rydberg     | 3 martie 1903          | 18       | Göteborg        |
| -   | M    | Einar Snitt        |                        | 13       | Sandvikens IF   |
| -   | A    | Arvid Thörn        |                        | 2        | IFK Grängesberg |
| -   | P    | Eivar Widlund      | 15 iunie 1905          | 5        | AIK Solna       |

## Franța
Antrenorul principal:  George Kimpton
| Nr. | Poz. | Jucător             | Data nașterii (vârsta) | Selecții | Club              |
| --- | ---- | ------------------- | ---------------------- | -------- | ----------------- |
| -   | A    | Joseph Alcazar      | 15 iunie 1911          | 9        | Marseille         |
| -   | A    | Alfred Aston        | 16 mai 1912            | 4        | Red Star          |
| -   | M    | Georges Beaucourt   | 15 aprilie 1912        | 0        | Olympique Lillois |
| -   | A    | Roger Courtois      | 30 mai 1912            | 1        | Sochaux           |
| -   | P    | Robert Défossé      | 16 iunie 1909          | 8        | Olympique Lillois |
| -   | M    | Edmond Delfour      | 1 noiembrie 1907       | 25       | RC Paris          |
| -   | M    | Célestin Delmer     | 15 februarie 1907      | 12       | Excelsior Roubaix |
| -   | M    | Louis Gabrillargues | 16 iunie 1914          | 0        | FC Sete           |
| -   | F    | Joseph Gonzales     | 19 februarie 1907      | 0        | SC Fives          |
| -   | A    | Fritz Keller        | 21 august 1913         | 1        | Strasbourg        |
| -   | A    | Pierre Korb         | 20 aprilie 1908        | 12       | FC Mulhouse       |
| -   | A    | Lucien Laurent      | 10 decembrie 1907      | 9        | CA Paris          |
| -   | M    | Noël Lietaer        | 17 noiembrie 1908      | 5        | Excelsior Roubaix |
| -   | P    | René Llense         | 14 iulie 1913          | 0        | FC Sete           |
| -   | F    | Jacques Mairesse    | 27 februarie 1905      | 5        | Red Star          |
| -   | F    | Étienne Mattler     | 25 decembrie 1905      | 22       | Sochaux           |
| -   | A    | Jean Nicolas        | 9 iunie 1913           | 11       | FC Rouen          |
| -   | M    | Roger Rio           | 13 februarie 1913      | 10       | FC Rouen          |
| -   | P    | Alex Thépot         | 30 iulie 1906          | 28       | Red Star          |
| -   | F    | Jules Vandooren     | 30 decembrie 1908      | 7        | Olympique Lillois |
| -   | A    | Émile Veinante      | 12 iunie 1907          | 11       | RC Paris          |
| -   | M    | Georges Verriest    | 15 iulie 1909          | 4        | RC Roubaix        |

## Țările de Jos
Antrenorul principal:  Bob Glendenning
| Nr. | Poz. | Jucător              | Data nașterii (vârsta) | Selecții | Club                       |
| --- | ---- | -------------------- | ---------------------- | -------- | -------------------------- |
| -   | M    | Wim Anderiesen       | 27 noiembrie 1903      | 20       | Ajax                       |
| -   | A    | Beb Bakhuys          | 16 aprilie 1909        | 7        | Zwolsche Athleetische Club |
| -   | A    | Jan Graafland        |                        | 0        | HBS Craeyenhout            |
| -   | P    | Leo Halle            | 17 februarie 1903      | 2        | Go Ahead Eagles            |
| -   | A    | Wim Langendaal       | 13 aprilie 1909        | 0        | Xerxes Rotterdam           |
| -   | A    | Kees Mijnders        | 28 septembrie 1912     | 3        | Dordrecht⁠(d)               |
| -   | A    | Jaap Mol             | 3 februarie 1912       | 5        | AZ Alkmaar                 |
| -   | M    | Toon Oprinsen        | 25 noiembrie 1910      | 1        | Breda                      |
| -   | M    | Bas Paauwe           | 4 octombrie 1911       | 1        | Feyenoord                  |
| -   | M    | Henk Pellikaan       | 10 noiembrie 1910      | 10       | Longa Tilburg              |
| -   | A    | Arend Schoemaker     | 8 noiembrie 1911       | 1        | Quick Den Haag             |
| -   | A    | Kick Smit            | 3 noiembrie 1911       | 4        | HFC Haarlem⁠(d)             |
| -   | P    | Gejus van der Meulen | 23 ianuarie 1903       | 53       | HFC Haarlem⁠(d)             |
| -   | F    | Jan van Diepenbeek   | 5 august 1903          | 2        | Ajax                       |
| -   | M    | Puck van Heel        | 21 ianuarie 1904       | 41       | Feyenoord                  |
| -   | P    | Adri van Male        | 7 octombrie 1910       | 4        | Feyenoord                  |
| -   | A    | Joop van Nellen      | 15 martie 1910         | 17       | Xerxes/DHC                 |
| -   | F    | Sjef van Run         | 12 iulie 1904          | 19       | PSV                        |
| -   | A    | Leen Vente           | 14 mai 1911            | 5        | Neptunus Rotterdam         |
| -   | A    | Manus Vrauwdeunt     | 29 aprilie 1915        | 0        | Feyenoord                  |
| -   | F    | Mauk Weber           | 1 martie 1914          | 14       | Den Haag                   |
| -   | A    | Frank Wels           | 21 februarie 1909      | 14       | Unitas Gorinchem           |

## Argentina
Antrenorul principal: Felipe Pascucci
| Nr. | Poz. | Jucător                  | Data nașterii (vârsta) | Selecții | Club                          |
| --- | ---- | ------------------------ | ---------------------- | -------- | ----------------------------- |
| -   | M    | Ernesto Albarracín       |                        |          | Club Sportivo Buenos Aires    |
| -   | F    | Ramón Astudillo          |                        |          | Colón                         |
| -   | F    | Ernesto Belis            | 1 februarie 1909       |          | Defensores de Belgrano        |
| -   | F    | Enrique Chimento         |                        |          | Barracas Central              |
| -   | A    | Alfredo Devincenzi       | 24 ianuarie 1911       |          | Estudiantil Porteño           |
| -   | P    | Héctor Freschi           | 22 mai 1911            |          | Sarmiento de Resistencia      |
| -   | A    | Alberto Galateo          | 1913                   |          | Unión de Santa Fe             |
| -   | P    | Ángel Grippa             |                        |          | Club Sportivo Alsina          |
| -   | A    | Roberto Irañeta          | 21 martie 1915         |          | Gimnasia y Esgrima de Mendoza |
| -   | A    | Luis Izzeta              |                        |          | Defensores de Belgrano        |
| -   | M    | Arcadio López            | 15 septembrie 1910     |          | Sportivo Buenos Aires         |
| -   | M    | Alfonso Lorenzo          |                        |          | Barracas Central              |
| -   | M    | José Nehin               | 1911                   |          | Sportivo Desamparados         |
| -   | F    | Juan Pedevilla           | 6 iunie 1909           |          | Estudiantil Porteño           |
| -   | A    | Francisco Pérez          |                        |          | Club Almagro                  |
| -   | A    | Francisco Rúa            | 4 februarie 1911       |          | Sportivo Dock Sud             |
| -   | M    | Constantino Urbieta Sosa | 12 august 1907         |          | Codoy Cruz                    |
| -   | A    | Federico Wilde           | 1909                   |          | Unión de Santa Fe             |

## România
Antrenorul principal: Josef Uridil și Costel Rădulescu
| Nr. | Poz. | Jucător          | Data nașterii (vârsta) | Selecții | Club               |
| --- | ---- | ---------------- | ---------------------- | -------- | ------------------ |
| -   | F    | Gheorghe Albu    | 12 septembrie 1909     | 20       | Venus București    |
| -   | A    | Iuliu Baratky    | 14 mai 1910            | 1        | Crișana Oradea     |
| -   | A    | Zoltán Beke      | 30 iulie 1911          | 0        | Ripensia           |
| -   | A    | Silviu Bindea    | 24 octombrie 1912      | 8        | Ripensia           |
| -   | A    | Iuliu Bodola     | 26 februarie 1912      | 20       | CA Oradea          |
| -   | F    | Rudolf Bürger    | 31 octombrie 1908      | 14       | Ripensia           |
| -   | A    | Gheorghe Ciolac  | 10 august 1908         | 14       | Ripensia           |
| -   | F    | Alexandru Cuedan | 26 septembrie 1910     | 0        | CFR București      |
| -   | M    | Vasile Deheleanu | 12 august 1910         | 1        | Ripensia           |
| -   | A    | Ștefan Dobay     | 26 septembrie 1909     | 12       | Ripensia           |
| -   | M    | Gusztáv Juhász   | 19 decembrie 1911      | 0        | Juventus București |
| -   | A    | István Klimek    |                        | 0        | ILSA Timișoara     |
| -   | M    | Rudolf Kotormány | 23 ianuarie 1911       | 6        | Ripensia           |
| -   | A    | Nicolae Kovacs   | 29 decembrie 1911      | 19       | CA Oradea          |
| -   | M    | József Moravetz  | 14 ianuarie 1911       | 8        | CAM Timișoara      |
| -   | P    | Adalbert Püllöck | 6 aprilie 1907         | 5        | Crișana Oradea     |
| -   | A    | Sándor Schwartz  | 18 ianuarie 1909       | 4        | Ripensia           |
| -   | A    | Grațian Sepi     | 30 decembrie 1910      | 18       | Universitatea Cluj |
| -   | F    | Lazăr Sfera      | 29 aprilie 1909        | 2        | Venus București    |
| -   | F    | Emerich Vogl     | 12 august 1905         | 27       | Juventus București |
| -   | P    | Károly Weichelt  | 2 March 1906 (aged 28) | 1        | CA Oradea          |
| -   | P    | Vilmos Zombori   | 11 ianuarie 1906       | 3        | Ripensia           |

## Egipt
Antrenorul principal:  James McRea
| Nr. | Poz. | Jucător                    | Data nașterii (vârsta) | Selecții | Club                   |
| --- | ---- | -------------------------- | ---------------------- | -------- | ---------------------- |
| -   | F    | Abdelhamid Abdou           |                        |          | Al Olympi⁠(d)           |
| -   | M    | Mohammed Bakhati           |                        | 1        | Zamalek                |
| -   | M    | Hassan El-Far              | 1 ianuarie 1913        | 2        | Zamalek                |
| -   | A    | Wagih El-Kashef            |                        | 0        | Al Ahly                |
| -   | A    | Mahmoud El-Nigero          |                        | 0        | Cairo Shourta Police   |
| -   | F    | Ali El-Said                | 10 aprilie 1908        | 2        | Zamalek                |
| -   | F    | Yacout El-Soury            |                        | 4        |                        |
| -   | A    | Mahmoud 'El-Tetsh' Mokhtar | 23 decembrie 1907      | 5        | Al Ahly                |
| -   | P    | Aziz Fahmy                 |                        | 1        | Al Ahly                |
| -   | A    | Abdelrahman Fawzi          | 11 august 1909         | 2        | Al-Masry               |
| -   | M    | Ahmed Halim                | 10 februarie 1910      |          | Zamalek                |
| -   | F    | Hamidu                     |                        | 2        | Al Olympi⁠(d)           |
| -   | A    | Mohammed Hassan            |                        | 0        | Al-Masry               |
| -   | M    | Hafez Kasseb               |                        | 0        | Al Olympi⁠(d)           |
| -   | A    | Mohamed Latif              | 23 octombrie 1909      | 2        | Zamalek                |
| -   | A    | Labib Mahmoud              |                        | 1        | Al Ahly                |
| -   | P    | Mustafa Mansour            | 2 august 1914          |          | Al Ahly                |
| -   | A    | Kamel Mosaoud              | 2 august 1914          |          |                        |
| -   | M    | Ismail Rafaat              | 1 ianuarie 1908        | 0        | Zamalek                |
| -   | M    | Hassan Raghab              | 1 ianuarie 1909        | 2        | Union Recreation Ithad |
| -   | M    | Ali Shafi                  |                        | 0        | Zamalek                |
| -   | A    | Mostafa Taha               | 23 martie 1910         |          | Zamalek                |

## Brazilia
Antrenorul principal: Luiz Vinhaes
| Nr. | Poz. | Jucător            | Data nașterii (vârsta) | Selecții | Club          |
| --- | ---- | ------------------ | ---------------------- | -------- | ------------- |
| -   | M    | Ariel              | 22 februarie 1910      |          | Botafogo RJ   |
| -   | A    | Armandinho         | 6 martie 1911          |          | São Paulo     |
| -   | A    | Áttila             | 16 decembrie 1910      |          | Botafogo RJ   |
| -   | M    | Canalli            | 12 martie 1907         |          | Botafogo RJ   |
| -   | A    | Carvalho Leite     | 25 iunie 1912          |          | Botafogo RJ   |
| -   | P    | Germano            | 14 martie 1911         |          | Botafogo RJ   |
| -   | A    | Leônidas           | 6 septembrie 1913      |          | Vasco da Gama |
| -   | F    | Luiz Luz           | 29 noiembrie 1909      |          | Peñarol       |
| -   | A    | Luisinho           | 29 martie 1911         |          | São Paulo     |
| -   | M    | Martim             | 2 martie 1911          |          | Botafogo RJ   |
| -   | F    | Octacílio          | 21 noiembrie 1909      |          | Botafogo RJ   |
| -   | A    | Patesko            | 12 noiembrie 1910      |          | Club Nacional |
| -   | P    | Pedrosa            | 8 iulie 1913           |          | Botafogo RJ   |
| -   | F    | Sylvio Hoffman     | 11 mai 1905            |          | São Paulo     |
| -   | M    | Tinoco             | 2 decembrie 1904       |          | Vasco da Gama |
| -   | M    | Waldyr             | 21 martie 1912         |          | Botafogo RJ   |
| -   | A    | Waldemar de Britto | 17 mai 1913            |          | São Paulo     |

## Belgia
Antrenorul principal: Hector Goetinck
| Nr. | Poz. | Jucător              | Data nașterii (vârsta) | Selecții | Club                    |
| --- | ---- | -------------------- | ---------------------- | -------- | ----------------------- |
| -   | P    | Arnold Badjou        | 26 iunie 1909          | 12       | Daring Club Molenbeek   |
| -   | M    | Désiré Bourgeois     |                        | 2        | Mechelen                |
| -   | A    | Jean Brichaut        | 29 iulie 1911          | 11       | Standard Liège          |
| -   | A    | Jean Capelle         | 26 octombrie 1913      | 14       | Standard Liège          |
| -   | M    | Jean Claessens       | 18 iunie 1908          | 12       | R. Union Saint-Gilloise |
| -   | A    | François Devries     | 21 august 1913         | 0        | Antwerp                 |
| -   | A    | Laurent Grimmonprez  | 14 decembrie 1902      | 9        | KRC Gent                |
| -   | M    | August Hellemans     | 14 septembrie 1907     | 28       | Mechelen                |
| -   | A    | Albert Heremans      |                        | 6        | Daring Club Molenbeek   |
| -   | F    | Constant Joacim      | 3 martie 1908          | 2        | K. Berchem Sport        |
| -   | A    | Robert Lamoot        |                        | 1        | Daring Club Molenbeek   |
| -   | A    | René Ledent          | 8 noiembrie 1907       | 3        | Standard Liège          |
| -   | F    | Jules Pappaert       | 5 noiembrie 1905       | 4        | R. Union Saint-Gilloise |
| -   | M    | Frans Peeraer        | 15 februarie 1913      | 2        | Antwerp                 |
| *   | M    | Georges Putmans      | 29 mai 1914            | 0        | Standard Liège          |
| -   | M    | Charles Simons       |                        | 10       | Antwerp                 |
| -   | F    | Philibert Smellinckx | 17 ianuarie 1911       | 5        | R. Union Saint-Gilloise |
| -   | M    | Joseph Van Ingelgem  |                        | 11       | Daring Club Molenbeek   |
| -   | P    | André Vandeweyer     | 21 iunie 1909          | 4        | R. Union Saint-Gilloise |
| -   | A    | Louis Versyp         | 5 decembrie 1908       | 33       | Club Brugge             |
| -   | A    | Bernard Voorhoof     | 10 mai 1910            | 31       | Lierse                  |
| -   | M    | Félix Welkenhuysen   | 12 decembrie 1908      | 3        | R. Union Saint-Gilloise |

## Statele Unite ale Americii
Antrenorul principal: David Gould
| Nr. | Poz. | Jucător          | Data nașterii (vârsta) | Selecții | Club                          |
| --- | ---- | ---------------- | ---------------------- | -------- | ----------------------------- |
| -   | M    | Tom Amrhein      | 1911                   | 0        | Baltimore Canton              |
| -   | F    | Ed Czerkiewicz   | 8 iulie 1912           | 1        | Pawtucket Rangers             |
| -   | A    | Walter Dick      | 20 septembrie 1905     | 0        | Pawtucket Rangers             |
| -   | A    | Aldo Donelli     | 22 iulie 1907          | 1        | Pittsburgh Curry Silver Tops  |
| -   | M    | Bill Fiedler     | 1910                   | 0        | Philadelphia German-Americans |
| -   | M    | Tom Florie       | 6 septembrie 1897      | 7        | Pawtucket Rangers             |
| -   | M    | Jimmy Gallagher  | 7 iunie 1901           | 7        | Cleveland Slavia              |
| -   | M    | Billy Gonsalves  | 10 august 1908         | 5        | St. Louis Stix, Baer & Fuller |
| -   | F    | Al Harker        | 11 aprilie 1910        | 0        | Philadelphia German-Americans |
| -   | P    | Julius Hjulian   | 15 martie 1903         | 1        | Chicago Wonderbolts           |
| -   | M    | William Lehman   | 20 decembrie 1901      | 1        | St. Louis Stix, Baer & Fuller |
| -   | M    | Tom Lynch        |                        | 0        | Brooklyn Celtic               |
| -   | F    | Joe Martinelli   | 1916                   | 0        | Pawtucket Rangers             |
| -   | A    | Willie McLean    | 1904                   | 1        | St. Louis Stix, Baer & Fuller |
| -   | F    | George Moorhouse | 4 mai 1901             | 6        | New York Americans (soccer)   |
| -   | A    | Werner Nilsen    | 24 februarie 1904      | 1        | St. Louis Stix, Baer & Fuller |
| -   | M    | Peter Pietras    | 21 aprilie 1908        | 1        | Philadelphia German-Americans |
| -   | F    | Herman Rapp      | 1907                   | 0        | Philadelphia German-Americans |
| -   | A    | Francis Ryan     | 10 ianuarie 1908       | 2        | Philadelphia German-Americans |

- NB*: Loturile includ rezerve, alternative și jucători preselectați, care este posibil să fi jucat în calificări și/sau amicalele dinaintea turneului, dar nu la turneul final.